# Verhnea Slobidka, Pișceanka
Verhnea Slobidka (în ucraineană Верхня Слобідка, în română Slobodca de Jos) este un sat în comuna Hrabarivka din raionul Pișceanka, regiunea Vinnița, Ucraina.

## Demografie
Componența lingvistică a localității Verhnea Slobidka
     Ucraineană (93,44%)
     Rusă (4,92%)
     Alte limbi (1,64%)
Conform recensământului din 2001, majoritatea populației localității Verhnea Slobidka era vorbitoare de ucraineană (93,44%), existând în minoritate și vorbitori de rusă (4,92%).